# Saint-Pierre-le-Moûtier
Saint-Pierre-le-Moûtier ist eine französische Gemeinde mit 1828 Einwohnern (Stand 1. Januar 2022) im  Département Nièvre in der Region Bourgogne-Franche-Comté. Sie gehört zum Arrondissement Nevers und zum Kanton Saint-Pierre-le-Moûtier.

## Geografie
Die Gemeinde Saint-Pierre-le-Moûtier liegt 20 Kilometer südlich von Nevers und 30 Kilometer nordwestlich von Moulins. Umgeben wird Saint-Pierre-le-Moûtier von den Nachbargemeinden  Langeron im Nordwesten und Norden, Saint-Parize-le-Châtel im Nordosten, Azy-le-Vif im Osten, Chantenay-Saint-Imbert sowie Livry im Südwesten. Die Gemeinde besitzt seit 1853 einen Bahnhof an der Bahnstrecke Moret-Veneux-les-Sablons–Lyon-Perrache, der von Zügen des TER Bourgogne-Franche-Comté der Verbindung Nevers–Lyon-Perrache / Clermont-Ferrand bedient wird. Zu Saint-Pierre-le-Moûtier gehören die Ortsteile Alligny (teilweise), Banneriau, Beaumont, Bourchaud, Civière, Domaine Raymond, Fontallier, La Biauce, La Croix d'Or, Le Grillet, Les Avoigniers, Les Garnières, Maison Rouge und Marcigny.

## Bevölkerungsentwicklung
| Jahr                       | 1962 | 1968 | 1975 | 1982 | 1990 | 1999 | 2005 | 2020 |
| Einwohner                  | 2200 | 2227 | 2250 | 2261 | 2091 | 2029 | 1997 | 1840 |
| Quellen: Cassini und INSEE |      |      |      |      |      |      |      |      |

## Sehenswürdigkeiten

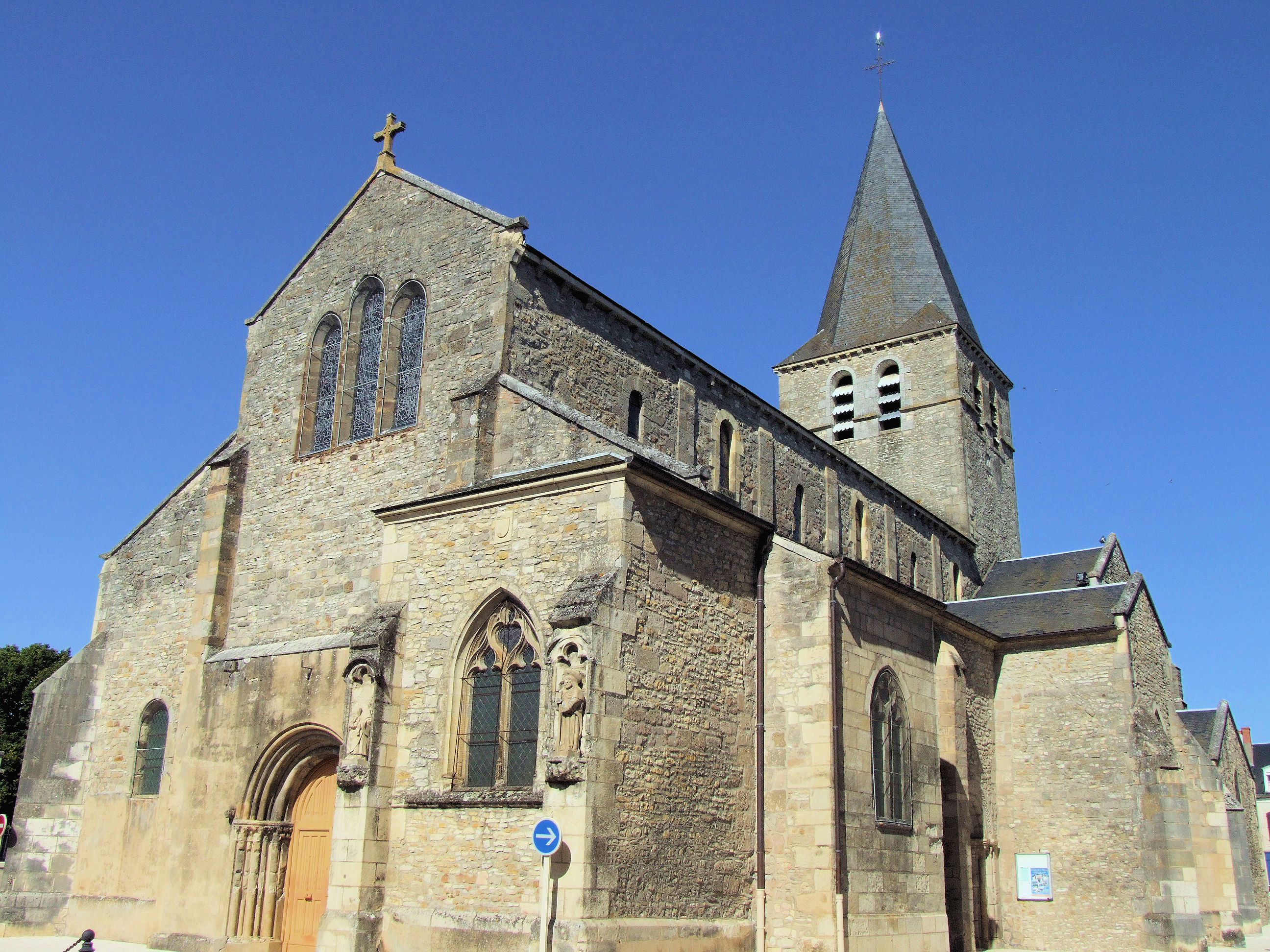
Kirche Saint-Pierre, denkmalgeschützt
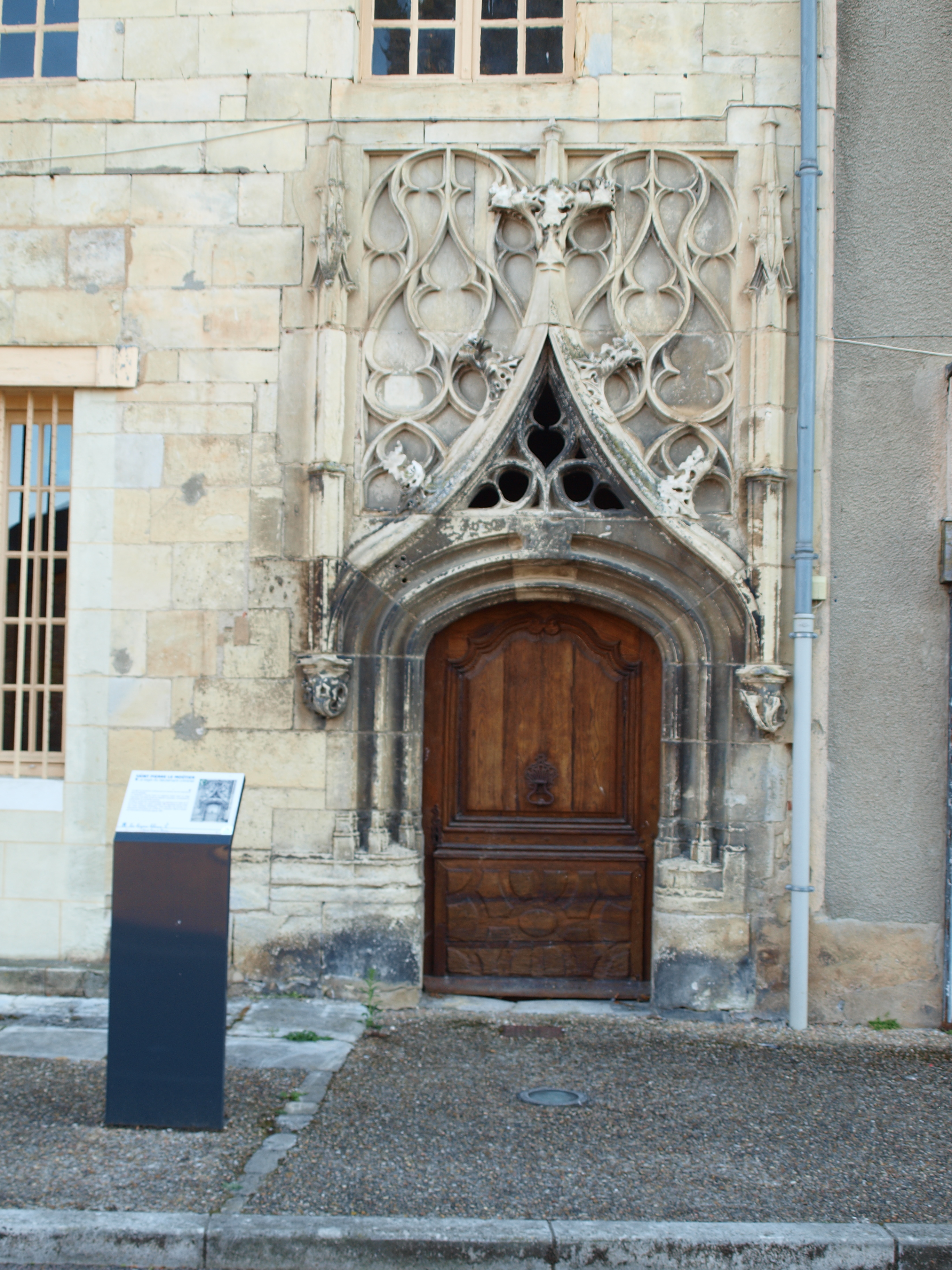
Eingang des denkmalgeschützten sog. Hauses des Kriminalleutnands
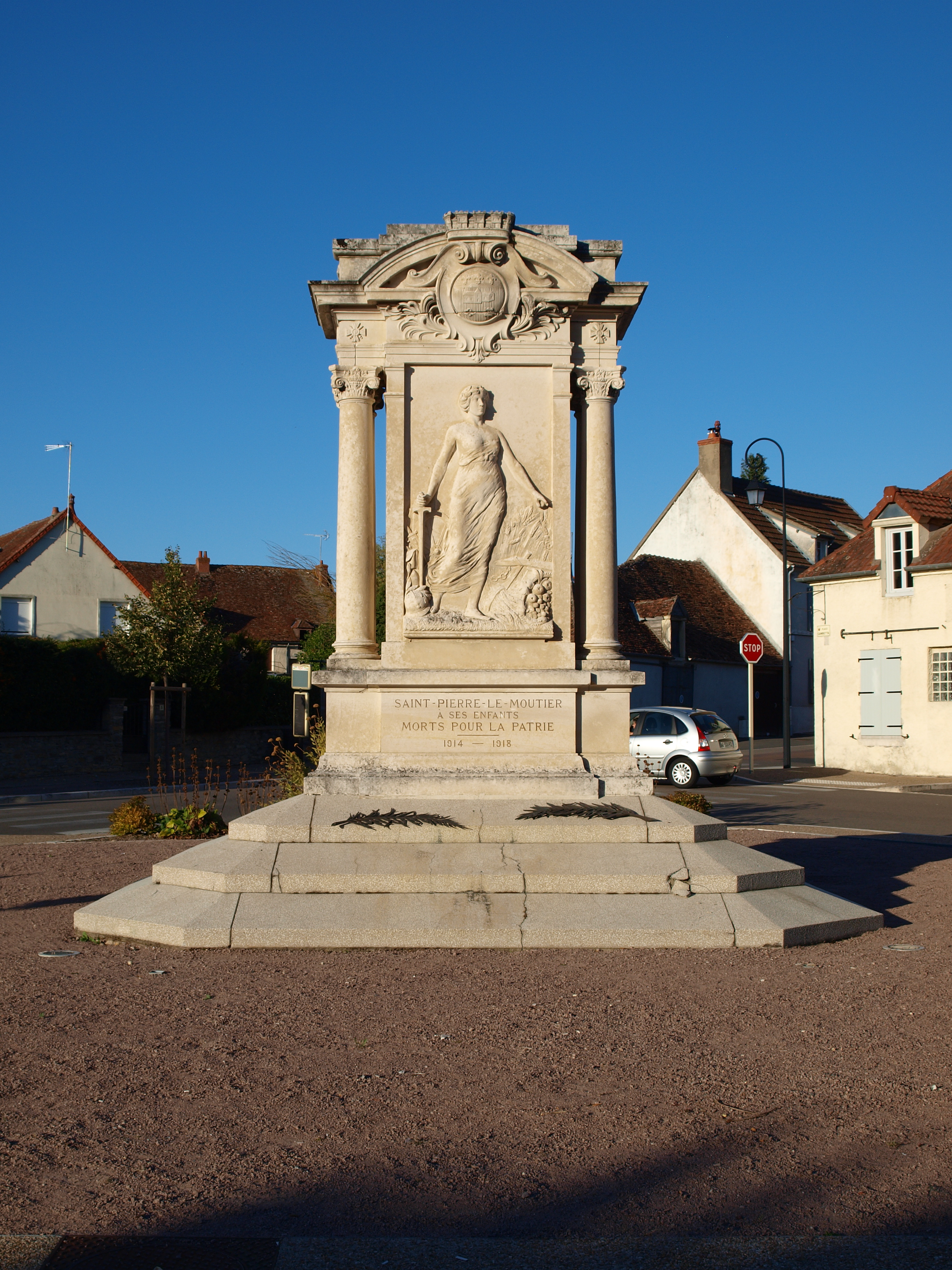
Gefallenendenkmal
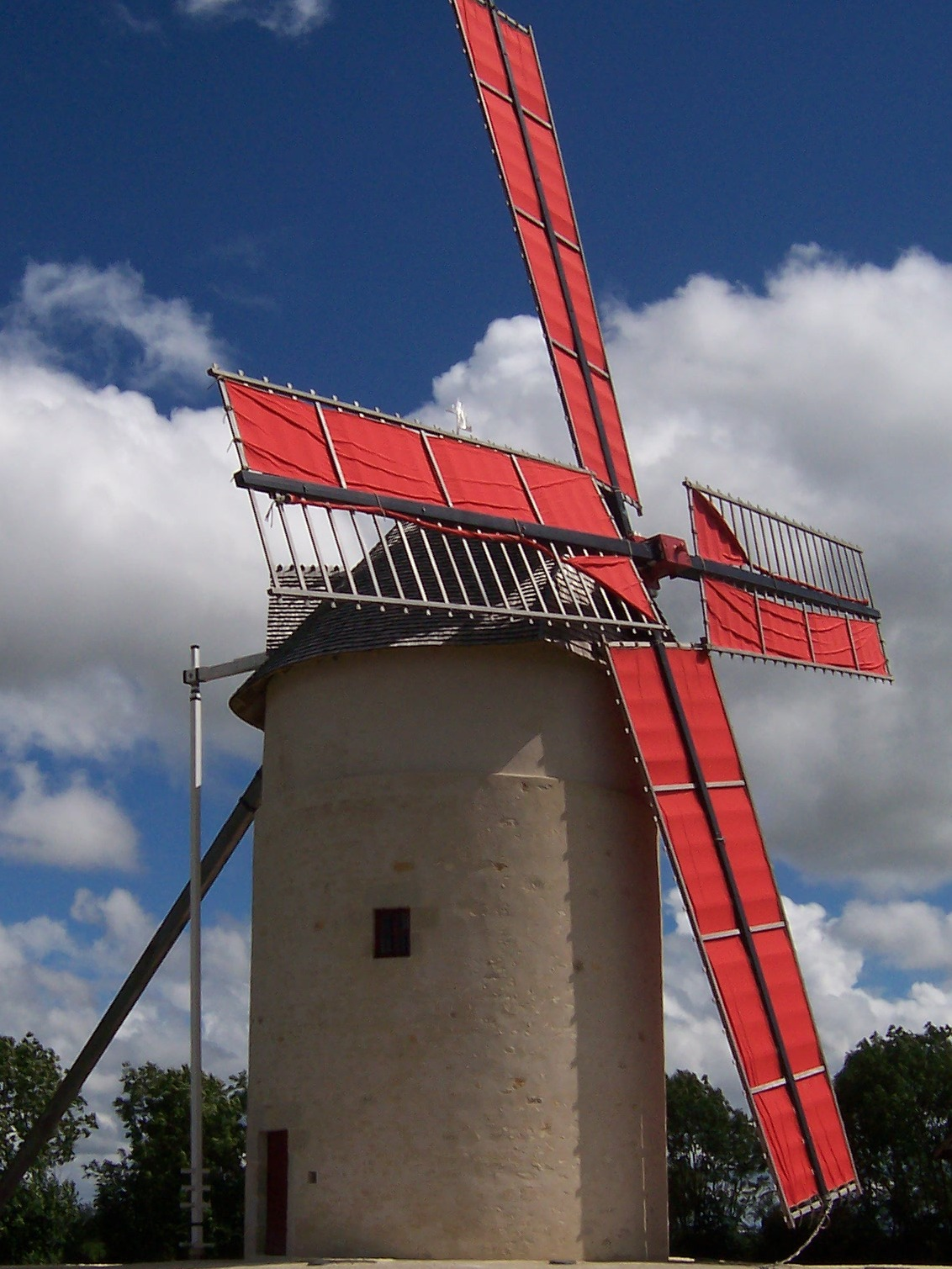
Windmühle
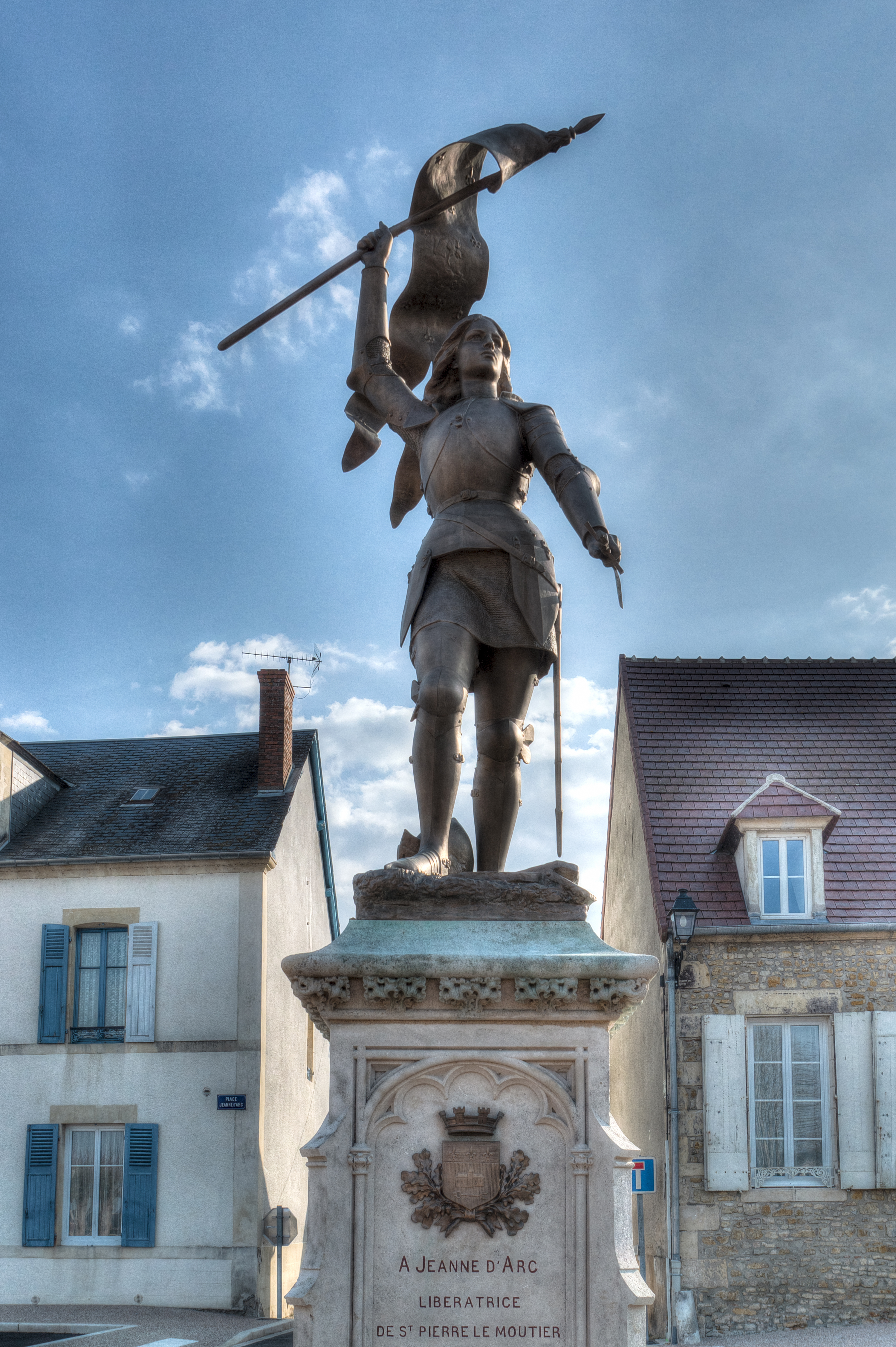
Jeanne-d'Arc-Statue
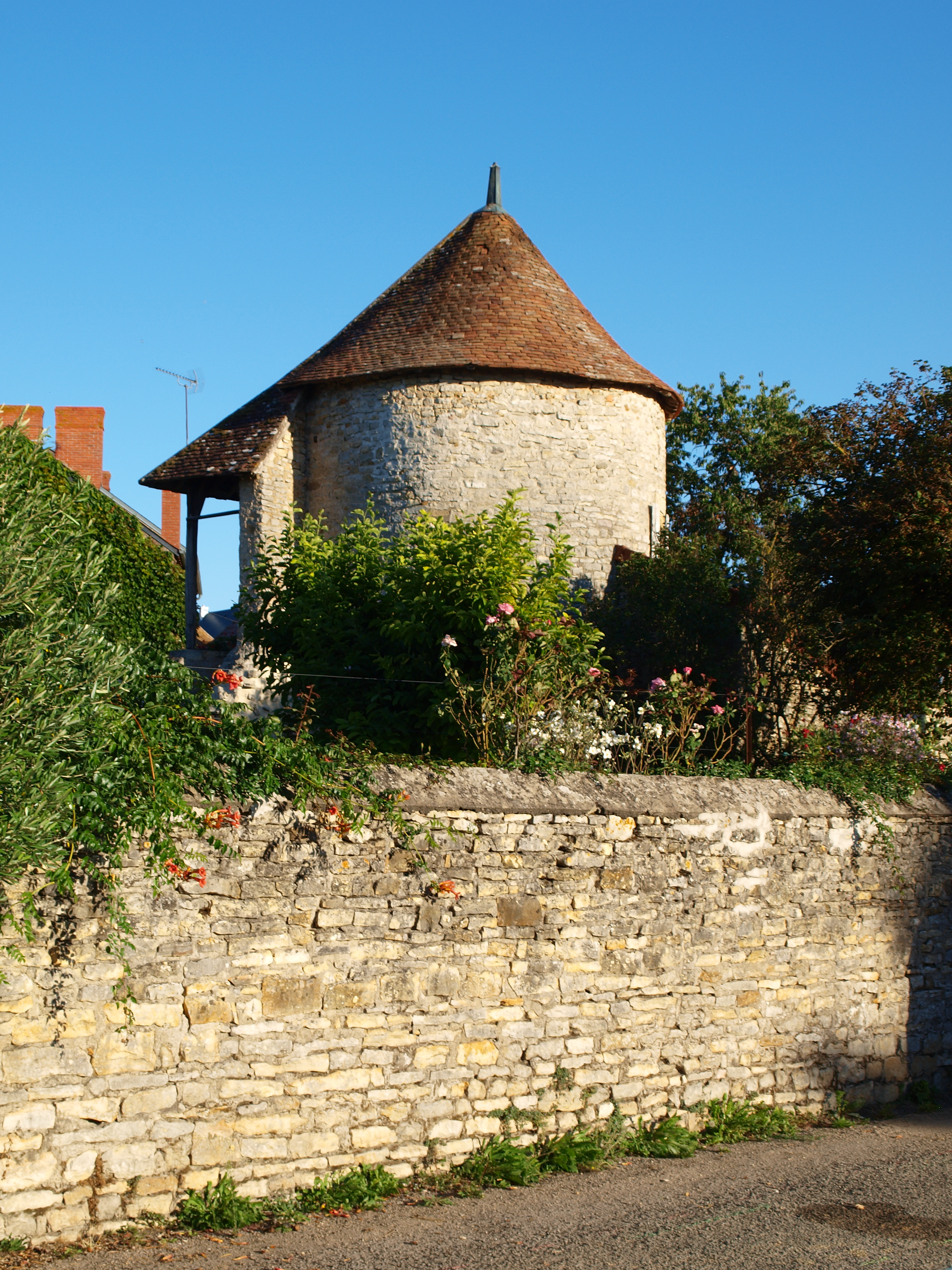
Taubenturm
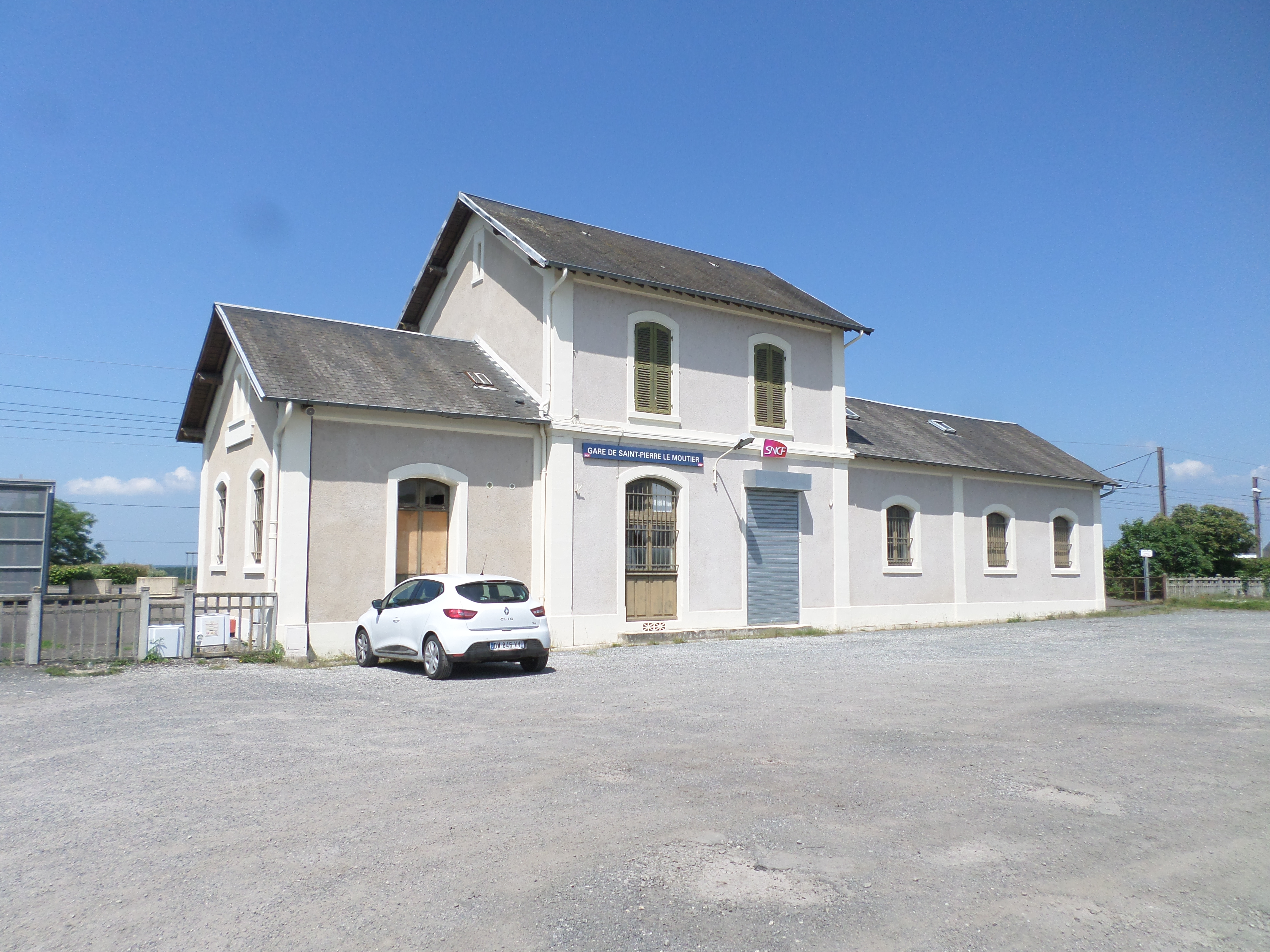
Bahnhof

## Partnergemeinde
Die Partnerschaft mit der in der in Rheinland-Pfalz gelegenen Gemeinde Rengsdorf besteht seit dem Jahre 2005.

## Persönlichkeiten
- Ernest Germain de Saint-Pierre (1814–1882), Arzt und Botaniker